# Шмелёв, Владимир Константинович
Владимир Константинович Шмелёв (31 августа 1946, Магадан, Хабаровский край — 14 июня 2023, Химки, Россия) — советский спортсмен по современному пятиборью. Трёхкратный победитель Спартакиады народов СССР (1971-личное первенство, 1975-личное и командное первенство). Заслуженный мастер спорта СССР (1972). Олимпийский чемпион 1972 года в Мюнхене, где он завоевал золотую медаль в командных соревнованиях (вместе с Борисом Онищенко и Павлом Леднёвым), и занял пятое место в личном зачете. Трёхкратный чемпион СССР в личном зачете (1971, 1972, 1975). Награждён медалью «За трудовое отличие», почетным знаком «За заслуги в развитии олимпийского движения в России» (2004). Выступал за ВС (Московская обл.).

## Биография
Владимир Константинович Шмелёв родился 31 августа 1946 в городе Магадан. Плавание — самое раннее увлечение Владимира. Затем потянула романтика морского пятиборья: стрельба, плавание, бег, гребля и парусная гонка. С 1965 по 1967 годы проходил срочную службу в Советской Армии и стал чемпионом СССР в многоборье.
Когда кончался срок службы в армии решил попробовать силы в современном пятиборье.
В 1968 году уже выступал на первенстве СССР по пятиборью и выиграл соревнования запасных участников команд по стрельбе, плаванию и бегу.
Владимир Шмелев и Павел Леднев, двое сильнейших наших пятиборца по спортивным показателям года, должны были принять участие в XVIII Чемпионате Мира 1971 года, однако, от поездки они были отстранены бдительной «инстанцией», которая не сочла возможным их выезд: первого за нарушение спортивного режима, второго за высказанное вслух восхищение витринами во время одной из зарубежных поездок.
Член КПСС с 1975 года. Окончил ГЦОЛИФК (1976). Спортивную карьеру завершил в 1981 году.
Умер 14 июня 2023 года в Подмосковье.

## Спортивные достижения
- Чемпион Олимпийских игр 1972 года Мюнхен (командное первенство).
- Чемпион мира 1973, 1974 (П. Леднёв, В. Шмелёв, Б. Онищенко), и бронзовый призёр 1975 года (П. Леднёв, В. Шмелёв, Л. Иванов) в командном зачёте.
- Серебряный призёр чемпионатов мира 1973 и 1974 в личном зачёте.
- Чемпион Спартакиады народов СССР 1971 и 1975 в личном зачёте.
- Чемпион СССР 1971, 1972 и 1975 в личном первенстве.
- Победитель Кубка Европы (1975, 1977) в команде.
- Командный чемпионат СССР (1977) 1 место сборная РСФСР (В. Шмелев, А. Пальянов, О. Булгаков).

На Олимпийских играх 1976 года был запасным в сборной команде Советского Союза по современному пятиборью.

## Олимпийские игры
- На Олимпийских играх 1972 в Мюнхен выиграл золотую медаль в командных соревнованиях, занял 5 место в личном первенстве.
- Итоговые результаты.

| Место | Спортсмен             | Возраст | Конкур | Фехтование | Стрельба | Плавание    | Кросс        | Сумма |
| 5     | Владимир Шмелев (URS) | 25 лет  | 920    | 962        | 1022/195 | 1176/3.32,0 | 1222/13.01,9 | 5302  |

- Результаты по видам пятиборья.

 Верховая езда.
| Место | Спортсмен             | Время  | Штрафные очки | Очки |
| ----- | --------------------- | ------ | ------------- | ---- |
| 47.   | Владимир Шмелев (URS) | 2.46,5 | 180           | 920  |

 Фехтование.
| Место | Спортсмен             | Победы | Поражения | Очки |
| ----- | --------------------- | ------ | --------- | ---- |
| 7.    | Владимир Шмелев (URS) | 39     | 19        | 962  |

 Стрельба.
| Место | Спортсмен             | 1 серия | 2 серия | 3 серия | 4 серия | Результат | Очки |
| ----- | --------------------- | ------- | ------- | ------- | ------- | --------- | ---- |
| 4.    | Владимир Шмелев (URS) | 49      | 49      | 49      | 48      | 195       | 1022 |

 Плавание.
| Место | Спортсмен             | Результат | Очки |
| ----- | --------------------- | --------- | ---- |
| 6.    | Владимир Шмелев (URS) | 3.32,0    | 1176 |

 Кросс.
| Место | Спортсмен             | Результат | Очки |
| ----- | --------------------- | --------- | ---- |
| 6.    | Владимир Шмелев (URS) | 13.01,9   | 1222 |